# Aeroportul Robert (Bob) Curtis Memorial
Aeroportul Robert (Bob) Curtis Memorial (IATA: ORV, ICAO: PFNO, FAA LID: D76) este un aeroport din Alaska, Statele Unite ale Americii ce deservește zona Noorvik⁠(d). Aeroportul a fost tranzitat în 2019 de 10.304 pasageri.
Situat la o altitudine de 17 m, aeroportul dispune de 1 pistă. Este operat de Alaska Department of Transportation & Public Facilities⁠(d).

## Infrastructură

### Piste
Aeroportul dispune de o singură pistă. Pista 6/24 are dimensiunile 4.000 picioare × 100 picioare. 